# Saint-Christophe-de-Valains
Saint-Christophe-de-Valains é uma comuna francesa na região administrativa da Bretanha, no departamento Ille-et-Vilaine. Estende-se por uma área de 3,27 km². Em 2010 a comuna tinha 232 habitantes (densidade: 70,9 hab./km²).

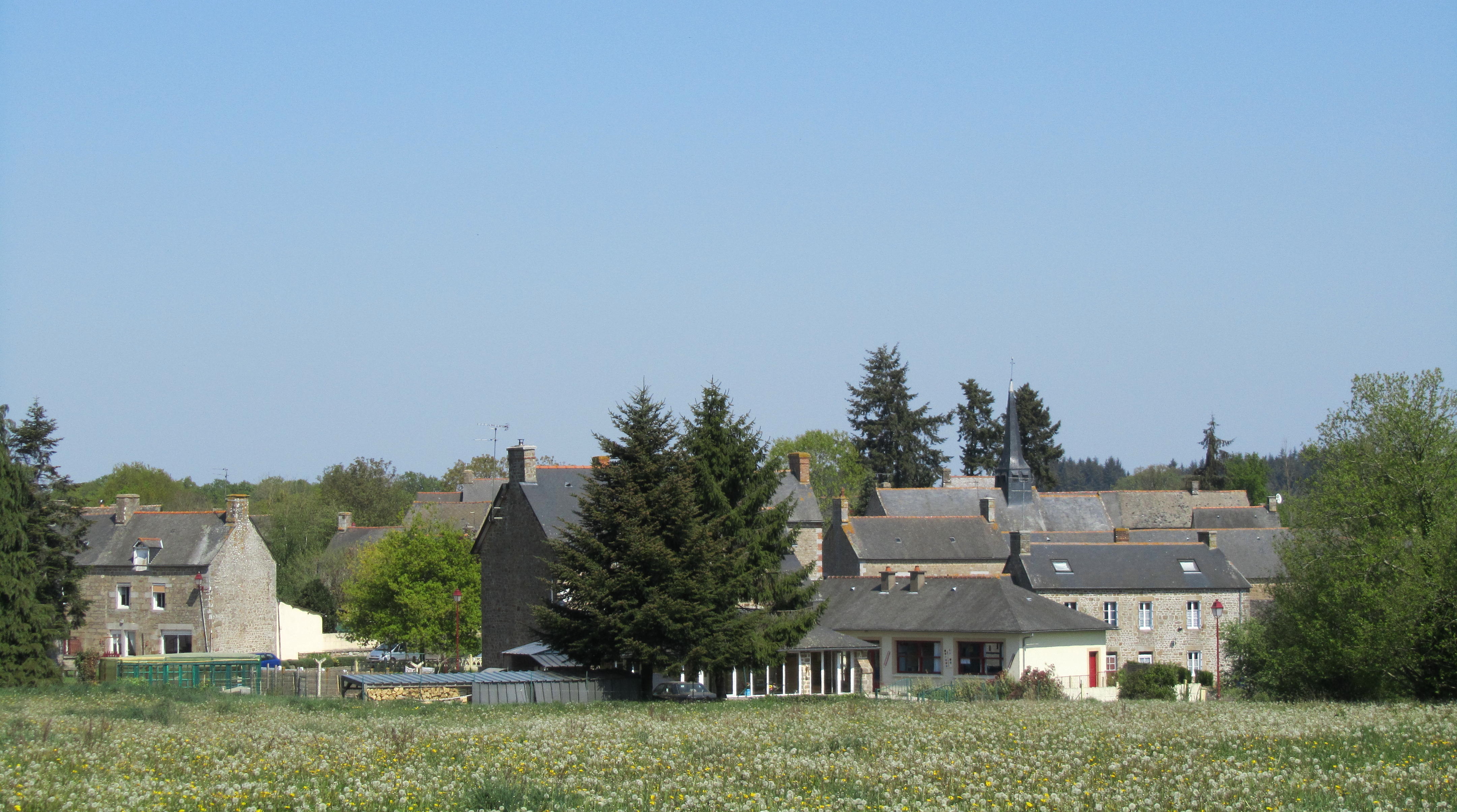
Saint-Christophe-de-Valains

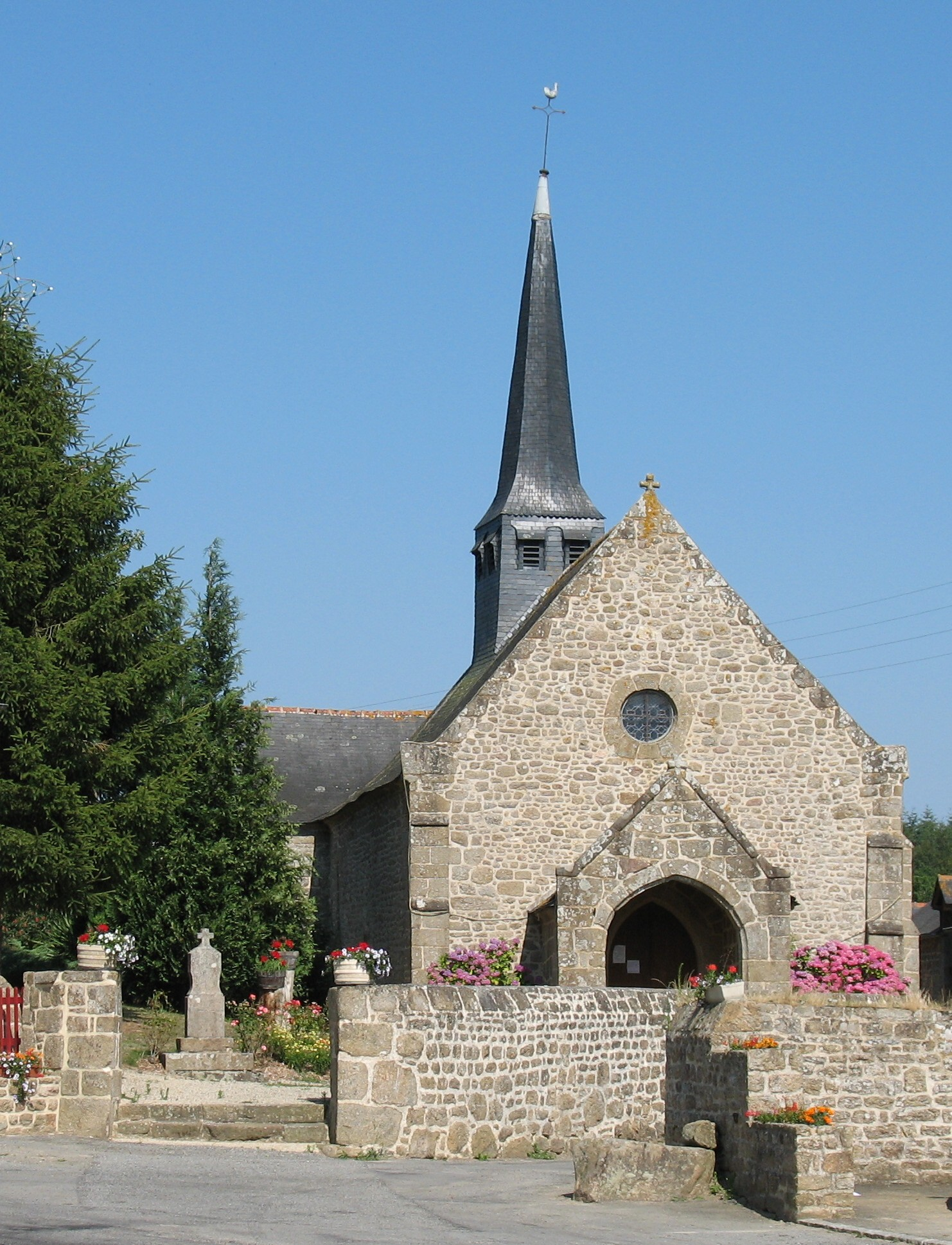
Saint-Christophe-de-Valains
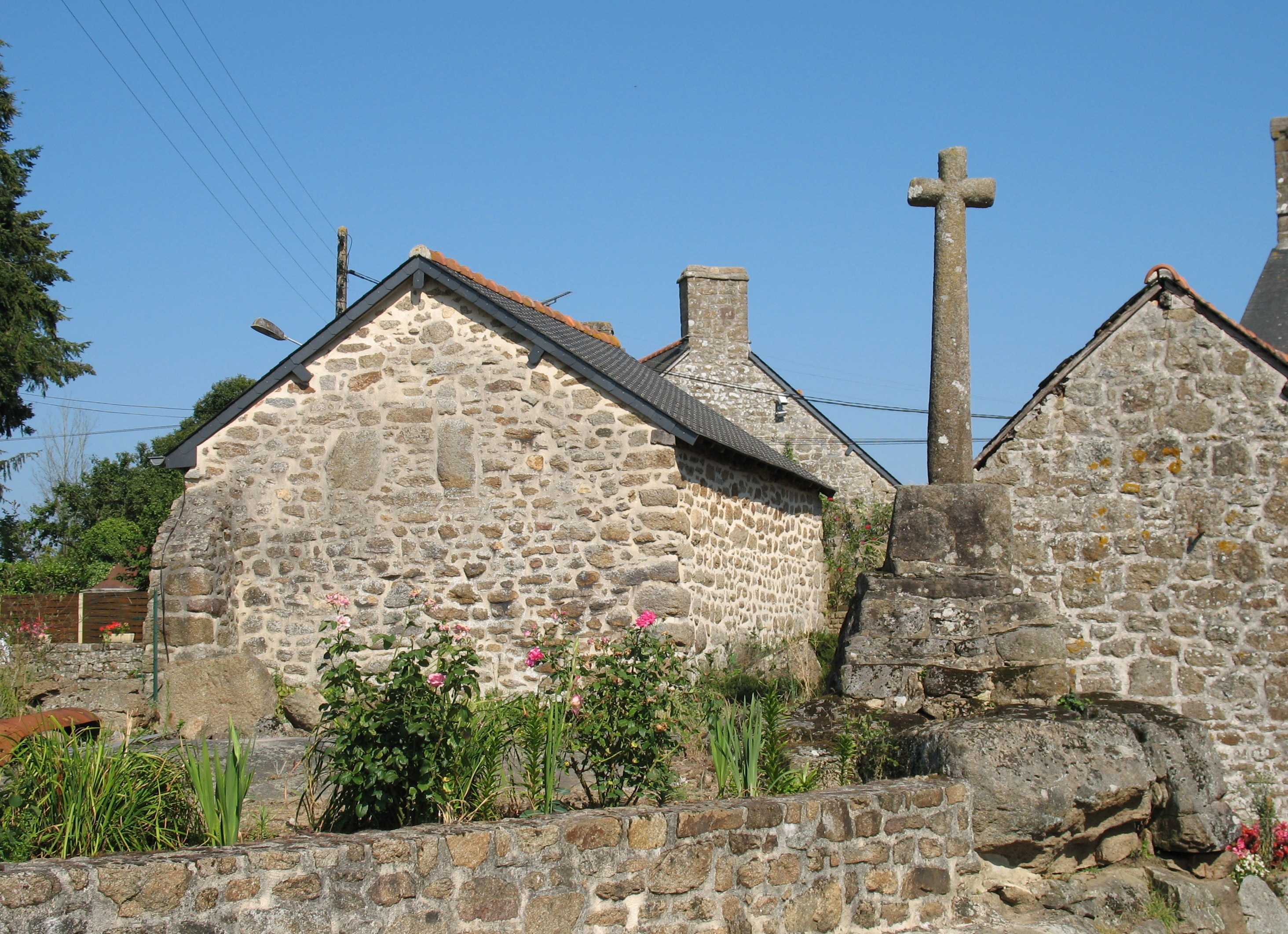
Saint-Christophe-de-Valains